# Star Trek: Phaser Strike
Star Trek: Phaser Strike ist ein Einzelspieler-Shoot ’em up für die tragbare Videospielkonsole Microvision von Milton Bradley und das erste Handheld-Spiel, das eine Star-Trek-Lizenz erhalten hatte. Es war ab 1979 in den USA in Steckmodulform erhältlich, später auch in anderen Ländern dort aber unter den Namen Shooting Star (Europa) und Cannon Phaser (Kanada). Weil Milton Bradley die Lizenz an Star Trek: The Motion Picture nicht erneuerte, erschien das Spiel 1980 nur noch als Phaser Strike. Ziel des grafisch einfach gehaltenen Spiels ist es, bis zu 90 vorbeifliegende Raumschiffe mithilfe dreier Geschütztürme abzuschießen und dadurch Punkte zu sammeln. Die Größe und Geschwindigkeit der Raumschiffe – und damit der Schwierigkeitsgrad – kann vom Spieler eingestellt werden. Einem Test der US-amerikanischen Zeitschrift Electronic Games nach sei das Spiel dadurch für gute und weniger gute Spieler gleichermaßen geeignet.